# 里巴利西克 (韃靼布納雷區)
45°46′43″N 29°49′48″E / 45.77861°N 29.83000°E
里巴利斯凱（烏克蘭語：Рибальське）是位於烏克蘭西南部的村莊，由敖德萨州裡比爾霍羅德-德涅斯特羅夫斯基區的迪維濟亞市鎮負責管轄。該村始建於1953年，面積1.16平方公里，海拔高度4米，2001年人口604，人口密度每平方公里520.69人。